# Андейк
Андейк (нидерл. Andijk) — деревня и бывшая община в Нидерландах, на озере Эйсселмер. С 1 января 2011 года административно относится к общине Медемблик в районе Западная Фрисландия провинции Северная Голландия. Площадь — 47,69 км². Население на 2004 год составило 6423 человека.
Название «Андейк» происходит от голландского слова «aan de dijk», что в переводе означает «на дамбе». В 1667 году в деревне была построена небольшая церковь.
Андейк имеет плодородные глинистые почвы, на которых ведётся садоводство и сельское хозяйство. Деревня является важным поставщиком питьевой воды для региона.